# Anumeta popovi
Anumeta popovi là một loài bướm đêm trong họ Erebidae.